# Хронология развития вычислительной техники

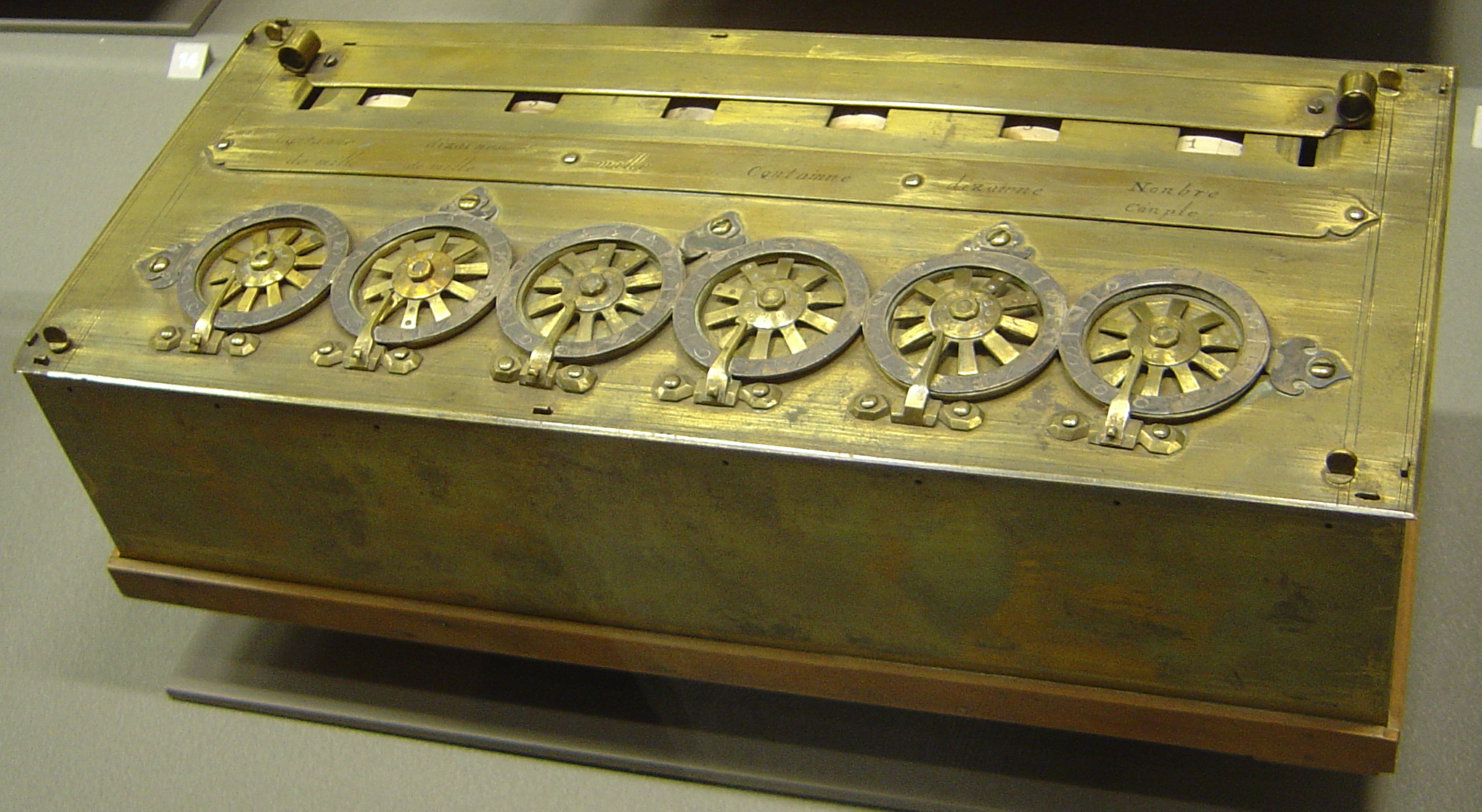
Паскалина Блеза Паскаля (1640).

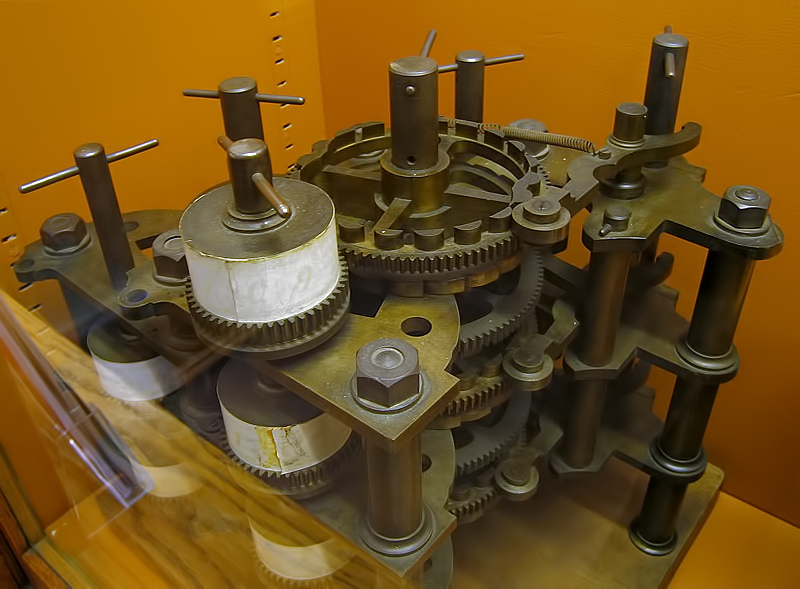
Разностная машина Чарльза Бэббиджа (1820).

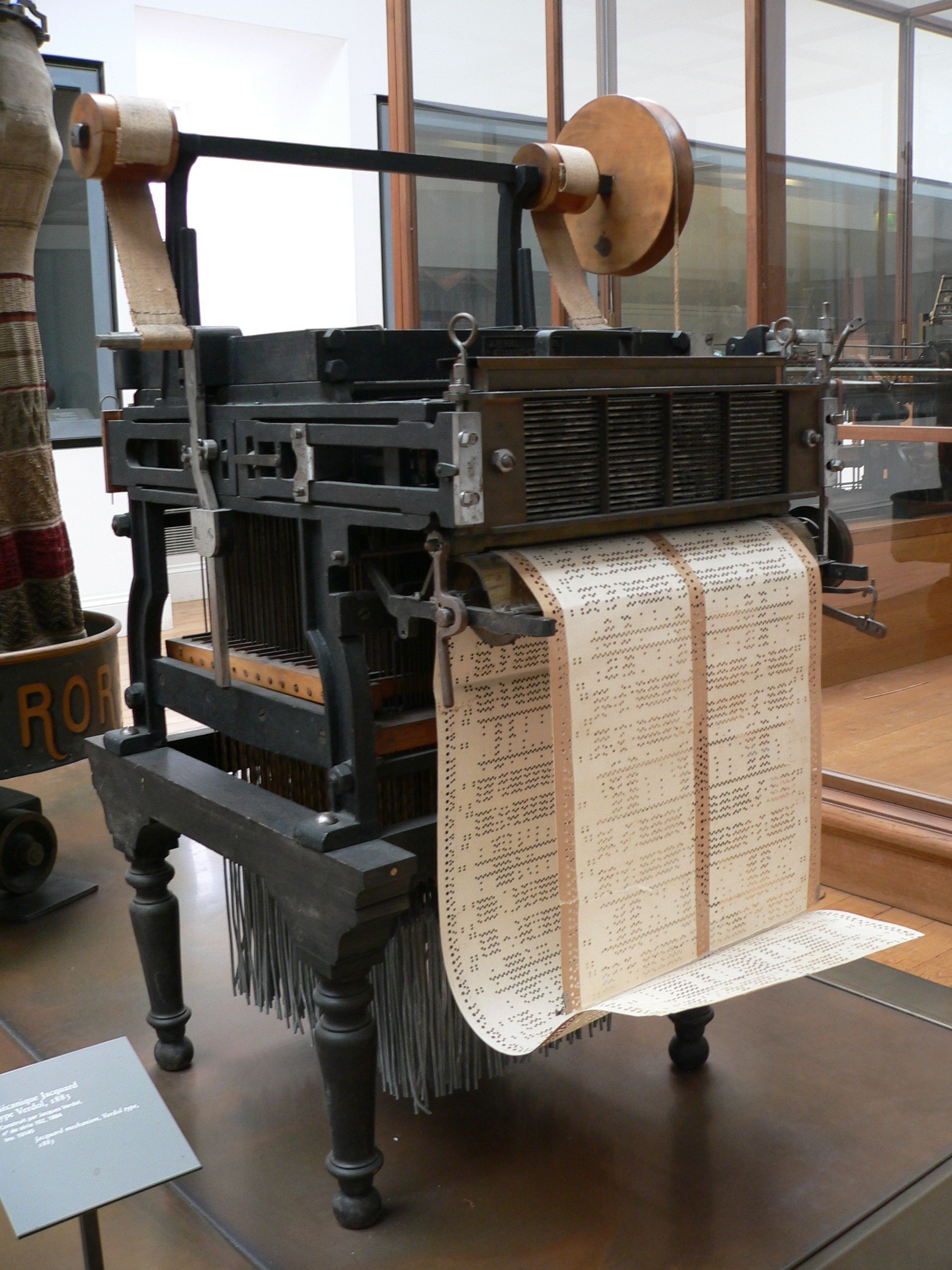
Программируемый ткацкий станок Жаккара (1801).

## Поколения вычислительной техники
- Первое поколение: электронные лампы
- Второе поколение: транзисторы
- Третье поколение: интегральные схемы
- Четвёртое поколение: микропроцессоры
- Пятое поколение: компьютеры пятого поколения

## Зарождение информатики

### 1640
- Паскалина: суммирующая машина Блеза Паскаля.

### 1703
- Двоичная система счисления: Лейбниц

### 1801
- Программируемый ткацкий станок: Жозеф Мари Жаккар

### 1820
- Разностная машина: Чарльз Бэббидж

### 1847
- Булева алгебра: Джордж Буль

### 1876
- Аналоговый дифференциальный анализатор: Джеймс Томсон

### 1890

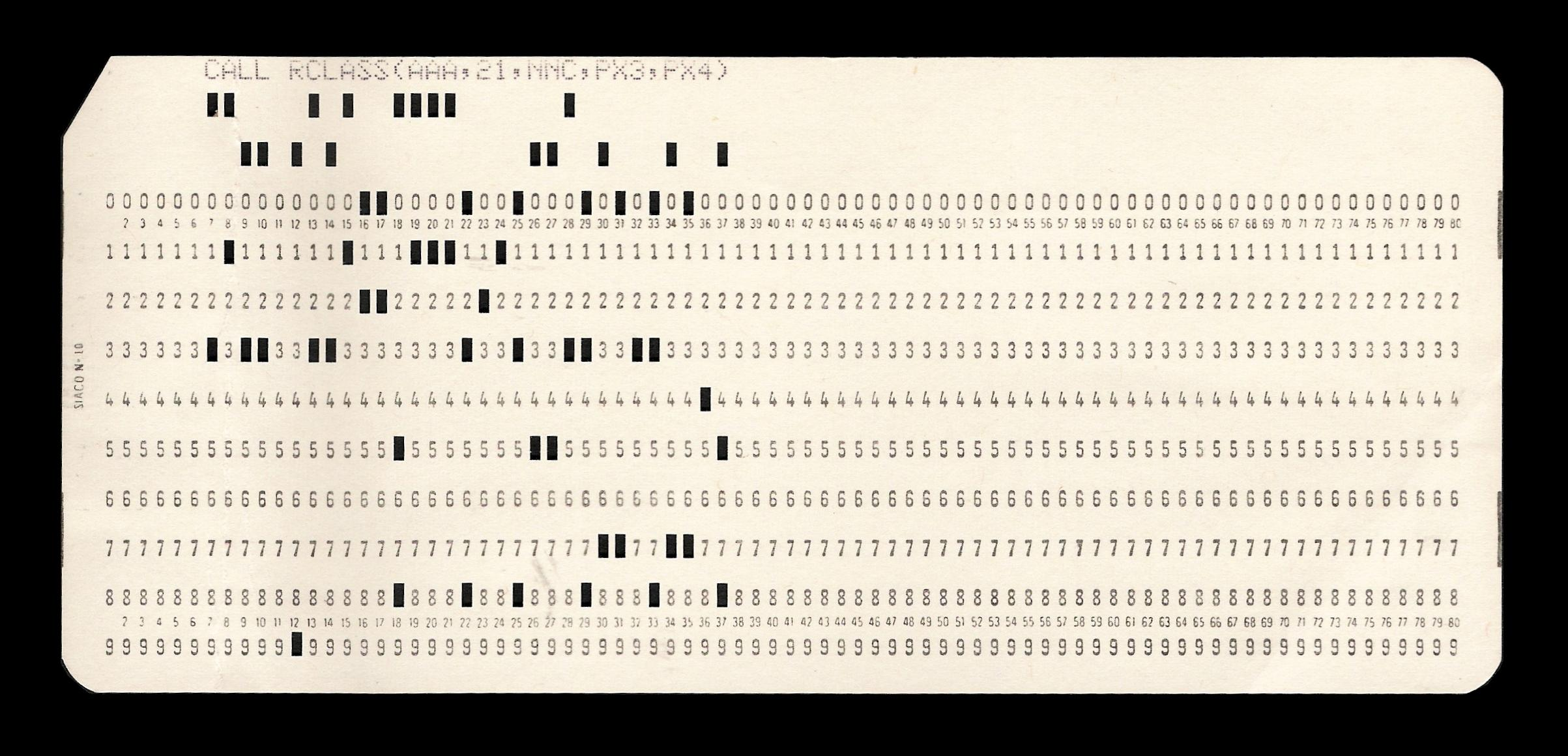
Перфокарта (1890)

- Перфокарта: Холлерит

## Эпоха первопроходцев

### 1920
- Программа обоснования математики Давида Гильберта

### 1928
- Минимаксный критерий фон Неймана

### 1931
- Курт Гёдель публикует теоремы Гёделя о неполноте.

### 1935
- Алонзо Чёрч разработал основы лямбда-исчислений.

### 1936
- Опубликована основополагающая статья по информатике Алана Тьюринга,[1] в которой он изложил понятие машины Тьюринга и ввёл понятия программирования и программы.

### 1937
- Джон Винсент Атанасов разработал концепцию первой электронно-вычислительной машины.

### 1941
- Введён в эксплуатацию компьютер Z3, основанный Конрадом Цузе на электромеханических элементах.
- Создан и тестирован непрограммируемый компьютер Атанасова — Берри для решения систем линейных уравнений.

### 1942
- Алан Тьюринг в Блетчли Парке произвёл расшифровку кодов шифровальной машины Энигма.

### 1943
- В Гарварде создан компьютер Марк I на релейных и механических элементах.
- Создан электронный программируемый компьютер «Colossus-1».

### 1945

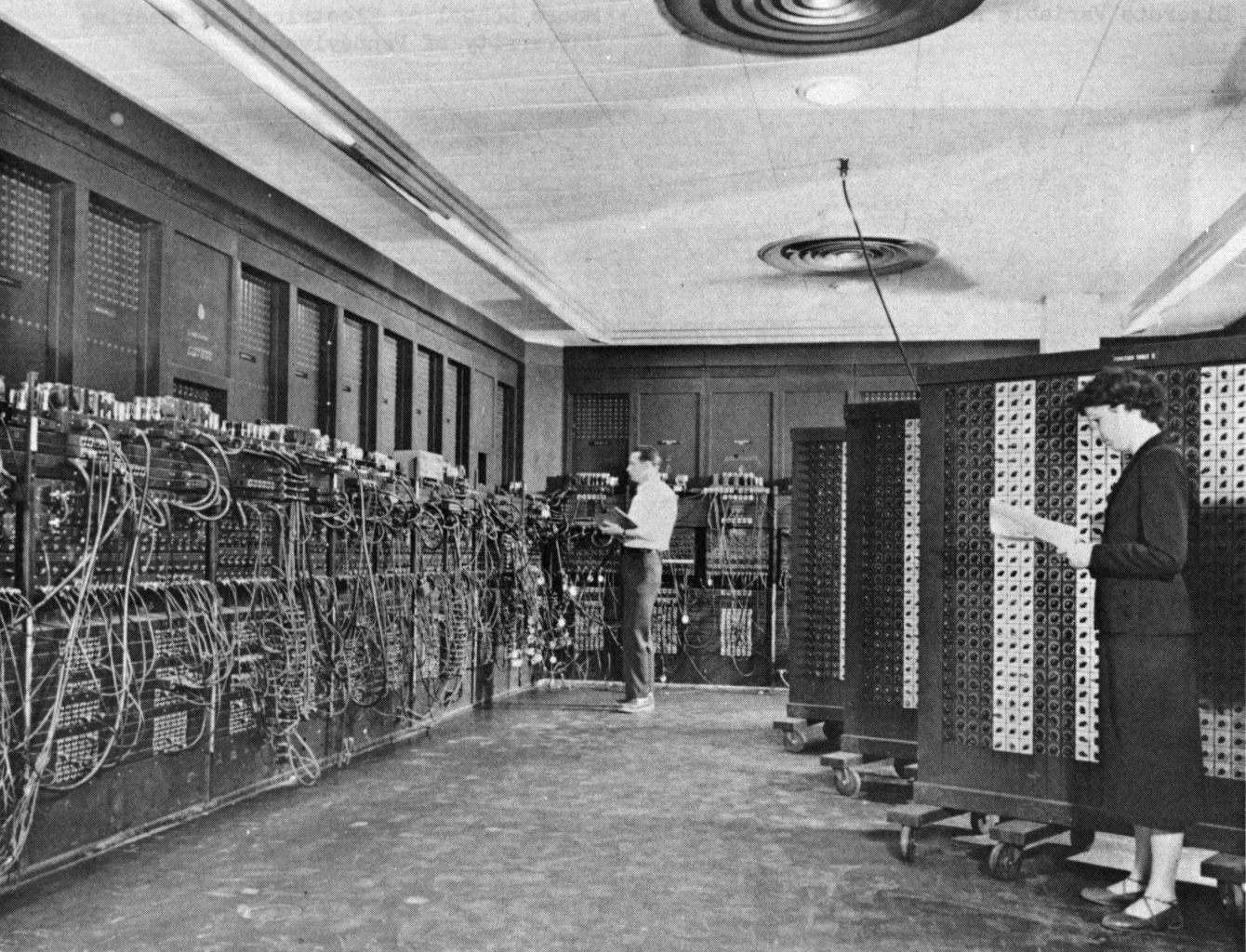
Компьютер ЭНИАК (1945)

- Вэнивар Буш представил первые сети персональных компьютеров и гипертекстовые документы.
- Джон Преспер Эккерт и Джон Уильям Мочли создали первый широкомасштабный электронный цифровой компьютер ЭНИАК.
- Конрад Цузе разработал первый язык программирования высокого уровня Планкалкюль.

### 1946
- Ричард Хэмминг разработал код Хэмминга.

### 1948
- Изобретение транзистора: Джон Бардин, Уильям Шокли и Уолтер Браттейн.

### 1949
- Морис Уилкс разработал первый компьютер с ПЗУ для хранения программ: EDSAC.

### 1950
- Алан Тьюринг опубликовал идею теста Тьюринга.

### 1951

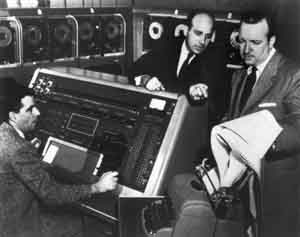
Компьютер UNIVAC I (1951)

- 25 декабря в лаборатории С. А. Лебедева (на базе киевского Института электротехники АН УССР) введена в эксплуатацию Малая электронная счётная машина.
- Морис Уилкс изобретает микрокод.
- Алан Тьюринг разрабатывает на бумаге первую программу, способную сыграть полную игру в шахматы.
- Джон Преспер Экерт и Джон Уильям Мочли создали компьютер UNIVAC I.

### 1953
- Был представлен первый компьютер для научных расчётов IBM 701 и первый массовый компьютер IBM 650.

### 1954
- Разработка Фортрана, первого языка программирования, имеющего транслятор на компьютере.

### 1956

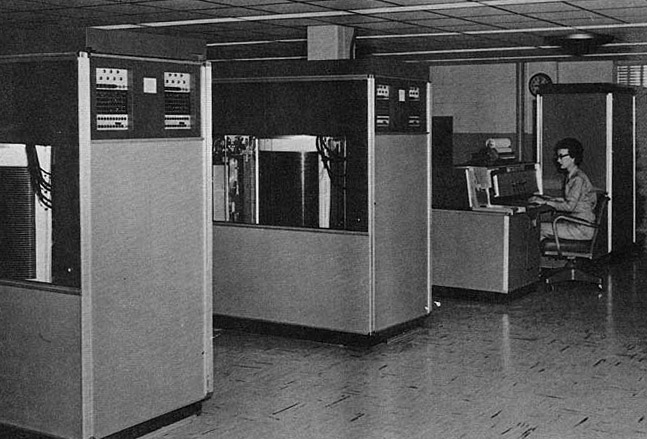
Первый жёсткий диск IBM RAMAC 305 (1956)

- Стивен Клини разрабатывает теорему Клини, положившую начало теории автоматов.
- Ноам Хомский представил докторскую диссертацию, в которой изложил иерархию Хомского, имеющую важное значение в теории автоматов.
- Разработан алгоритм альфа-бета-отсечения Джона Маккарти.
- IBM выпускает первый жёсткий диск RAMAC 305.

### 1957
- Артур Норман Приор разработал основы темпоральной логики.
- Аллен Ньюэлл и Герберт Саймон разработали программу «Универсальный решатель проблем».
- Кеннет Айверсон разработал язык программирования АПЛ.
- Разработан первый компьютер на транзисторах Control Data 1604.

### 1958
- Изобретена интегральная схема: Роберт Нойс и Джек Килби

### 1959
- Михаэль Рабин и Дана Скотт разрабатывают концепцию недетерминированной машины.[2]
- Эдсгер Дейкстра разработал алгоритм Дейкстры.
- Джон Бэкус и Питер Наур изобрели формальную систему описания синтаксиса языков программирования — форму Бэкуса — Наура.
- Роберт Флойд разработал алгоритм Флойда — Уоршелла.
- Разработан язык программирования КОБОЛ.

### 1961
- Чарльз Хоар разработал алгоритм быстрой сортировки.
- Фернандо Корбато разработал первую систему разделения времени Compatible Time Sharing System.
- Дэвид Пауль Грегг запатентовал оптический диск

### 1963
- Дуглас Энгельбарт изобрёл компьютерную мышь.
- Айвен Сазерленд разработал первый интерактивный графический пакет «Sketchpad», прообраз будущих САПР.

### 1964
- Анонсирован первый суперкомпьютер CDC 6600
- Анонсирована разработка семейства компьютеров-мейнфреймов IBM System/360.
- Первый мини-компьютер PDP-8 разработан фирмой DEC.
- Разработан язык программирования BASIC.
- Уильям Лир разработал восьмидорожечную кассету.

### 1965
- Первая экспертная система Эдварда Фейгенбаума.
- Юрис Хартманис и Ричард Стернс ввели понятие временно́го класса сложности вычислений (f(n)).
- Чарльз Бахман создаёт теорию сетевых СУБД и разрабатывает одну из первых СУБД.
- Гордон Мур формулирует закон Мура: «Число транзисторов на кристалле будет удваиваться каждые 24 месяца».

### 1966

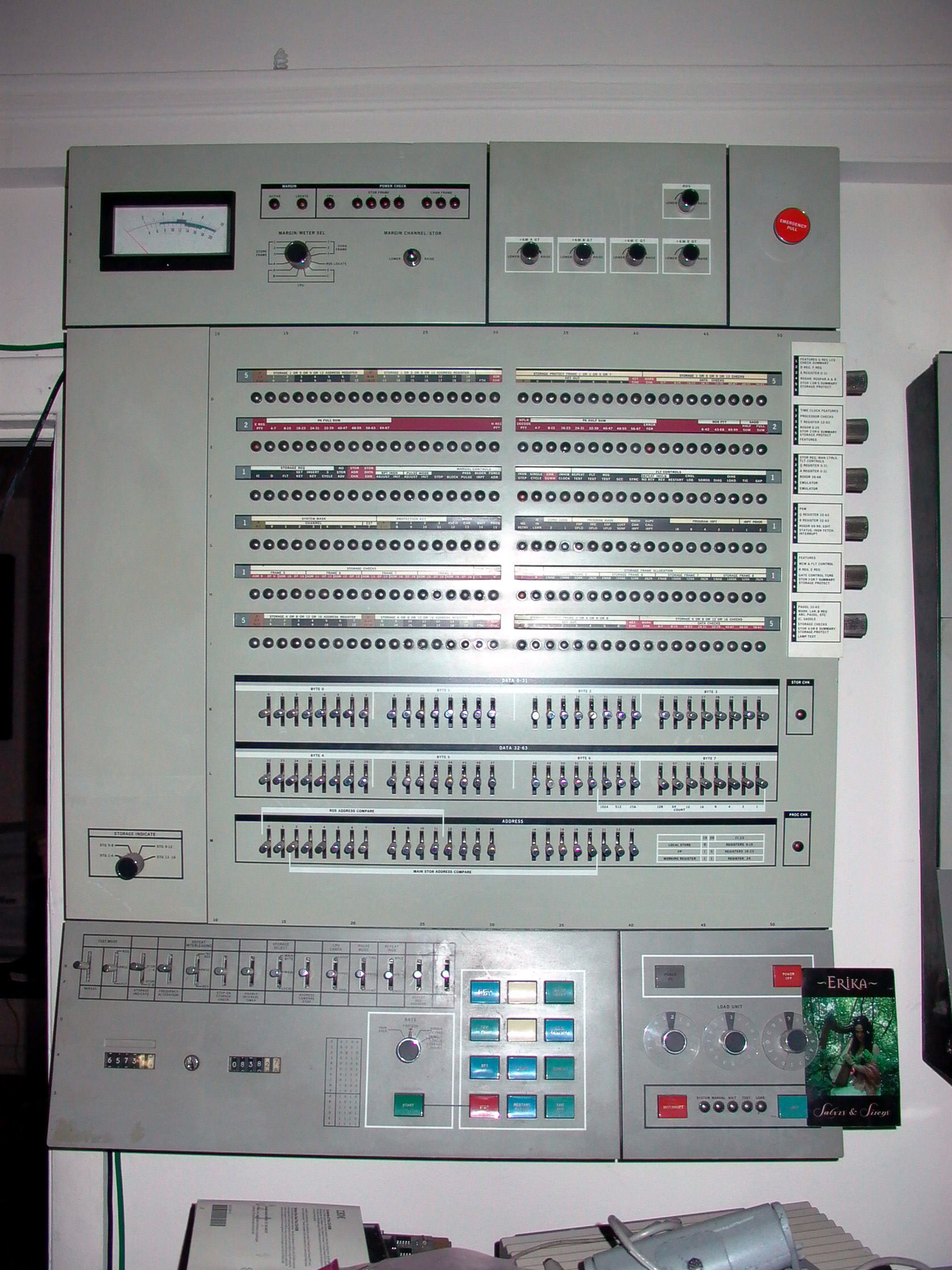
Компьютер IBM 360 (1966)

- Компания Xerox начала выпуск первых компьютерных мышей.
- Стивен Крей основал Общество любителей компьютеров.
- Стандартизация кода ASCII.

### 1967
- Роберт Флойд разрабатывает методы формальной верификации программ.
- Мануэль Блюм

### 1968
- Эдсгер Дейкстра публикует статью A case against the GOTO statement (Доводы против оператора GOTO).
- Джозеф Ликлайдер и Роберт Тэйлор публикуют статью The Computer as a Communications Device (Компьютер как устройство общения), предсказывающую появление интернета. В статье представлена концепция сообщества по интересам.
- Роберт Нойс и Гордон Мур основали корпорацию Intel.
- Дуглас Энгельбарт демонстрирует графическую среду с компьютерной мышью.
- Hewlett-Packard выпускает первый программируемый калькулятор HP9100, использовающий обратную польскую нотацию.

### 1969
- Марвин Минский и Сеймур Паперт демонстрируют искусственную нейронную сеть на перцептронах.
- Чарльз Хоар разрабатывает «логику Хоара» — формальную систему проверки корректности программ.
- Кен Томпсон и Деннис Ритчи разработали ОС Unix.
- Изобретение лазерного принтера в компании Xerox.
- Разработка стандарта последовательной передачи данных RS-232.

### 1970
- Компания Intel выпускает первую полупроводниковую интегральную схему памяти, DRAM-память (Intel 1103).
- Эдгар Кодд разрабатывает реляционные модели данных и реляционную алгебру.
- Терри Виноград представляет программу понимания естественного языка SHRDLU.
- Основание научно-исследовательского центра Xerox PARC.
- Никлаус Вирт разрабатывает язык программирования Паскаль.
- Робин Милнер разрабатывает функциональный язык программирования ML.
- Джеймс Уилкинсон разрабатывает метод чисел обусловленности.
- Фирма Sharp освоила выпуск карманных калькуляторов.

## Начало эрымикрокомпьютеров

### 1971
- Стивен Кук доказывает теорему Кука.
- Робин Милнер создал первую систему для демонстрации автоматического доказательства теорем.
- Марциан Хофф разрабатывает первый 4-битный микропроцессор Intel 4004.
- Джеймс Фергасон разрабатывает жидкокристаллический дисплей.[3]

### 1972
- Кен Томпсон и Деннис Ритчи разработали язык программирования Си.
- Никлаус Вирт изобретает P-код (см. также байт-код).
- Батлер Лэмпсон в лаборатории Xerox PARC начинает проект по разработке одного из первых ПК Xerox Alto.
- Ричард Карп публикует доказательство NP-полноты для 21 задачи.
- Основание компании SAP.
- Первый 8-битный центральный процессор Intel 8008.

### 1973

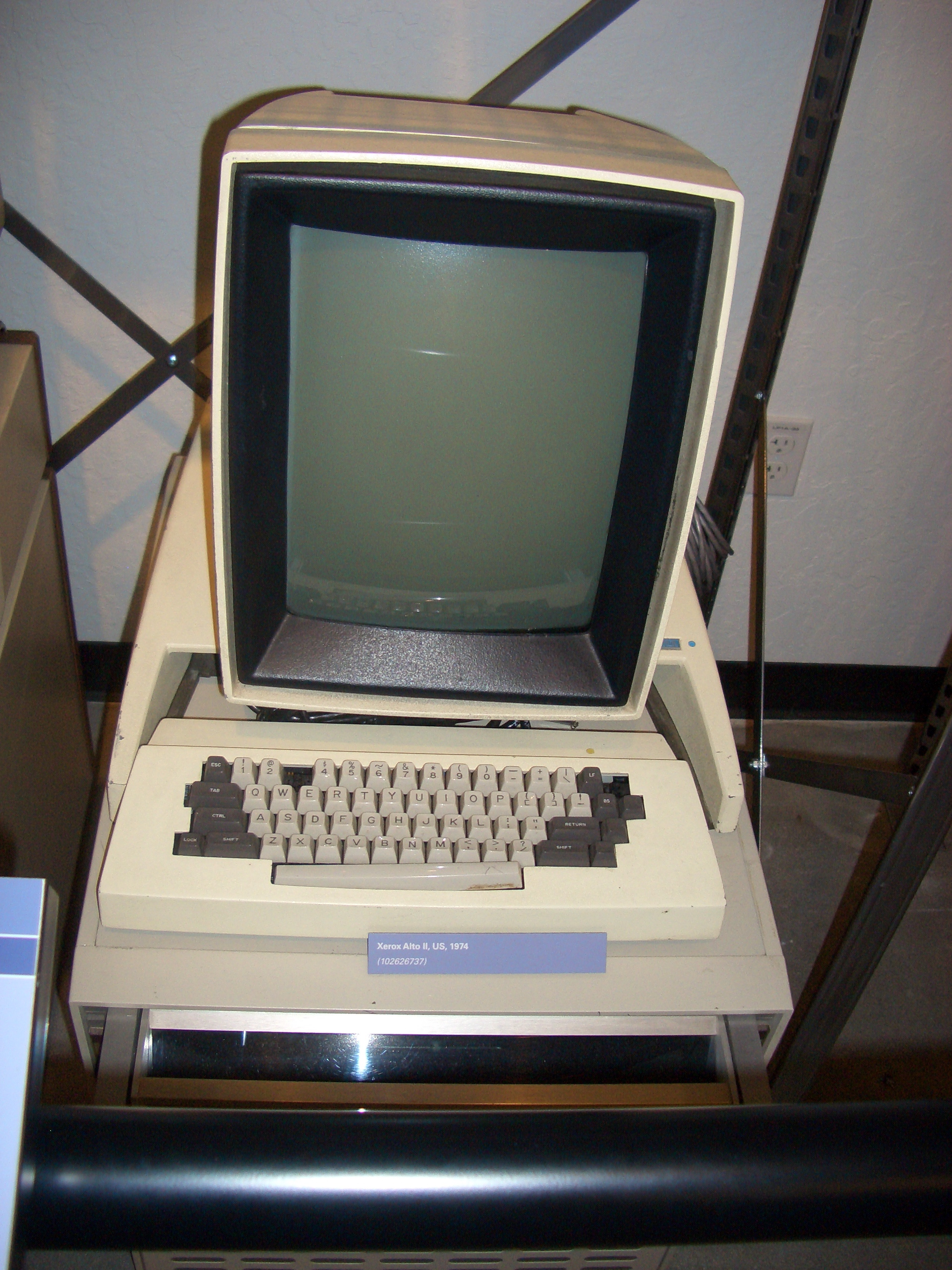
Xerox Alto — первый в мире компьютер с графическим интерфейсом, разработанный в Xerox PARC (1973)

- SCAMP — прототип программируемого калькулятора разработанный IBM и использовавший язык программирования APL.

### 1974

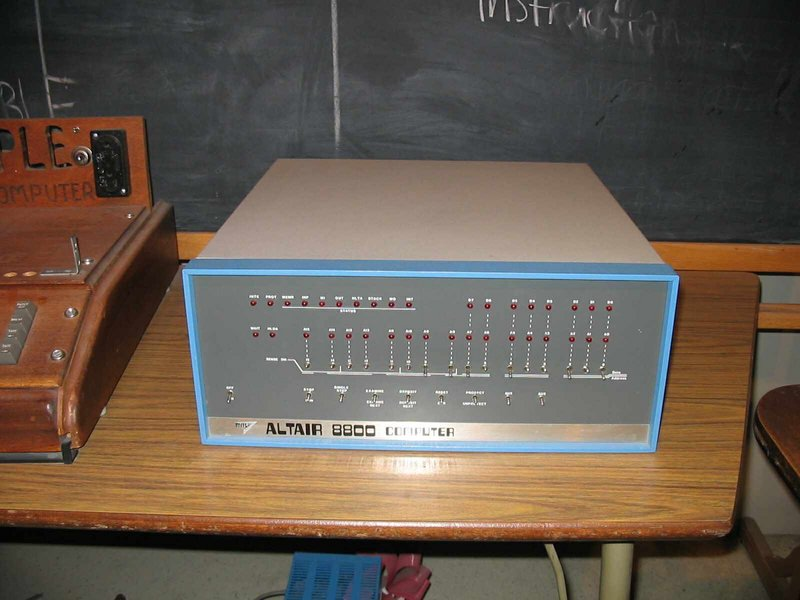
Микрокомпьютер Альтаир 8800 с интерпретатором языка Altair BASIC (1974)

- Билл Гейтс и Пол Аллен написали интерпретатор языка Altair BASIC для микрокомпьютера Альтаир 8800.
- Гари Кидалл разработал ОС CP/M.

### 1975
- Разработка алгоритма Кнута — Морриса — Пратта
- Джон Кок начал разработку первого процессора IBM 801 с RISC-архитектурой.
- Билл Гейтс и Пол Аллен основали фирму Microsoft.
- IBM выпускает на рынок IBM 5100 — нечто среднее между программируемым калькулятором и персональным компьютером. Программировался на BASIC и APL.

### 1976

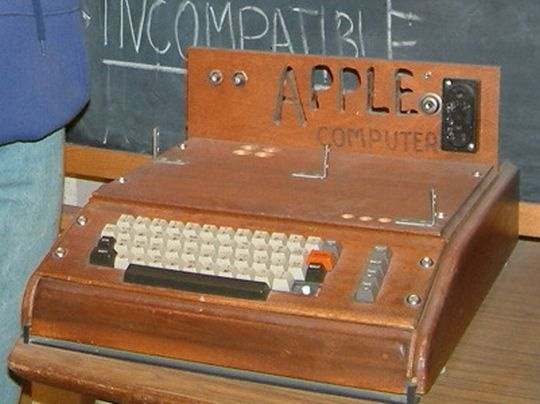
Первый ПК Apple I, разработка Стива Джобса и Стива Возняка (1976)

- Первый успешный векторный суперкомпьютер Cray-1.
- Стив Джобс и Стив Возняк основали корпорацию Apple и начали выпуск Apple I.
- Шун-ичи Ивасаки предложил перпендикулярный способ записи данных на винчестер.

### 1977

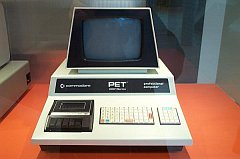
Commodore PET (1977)

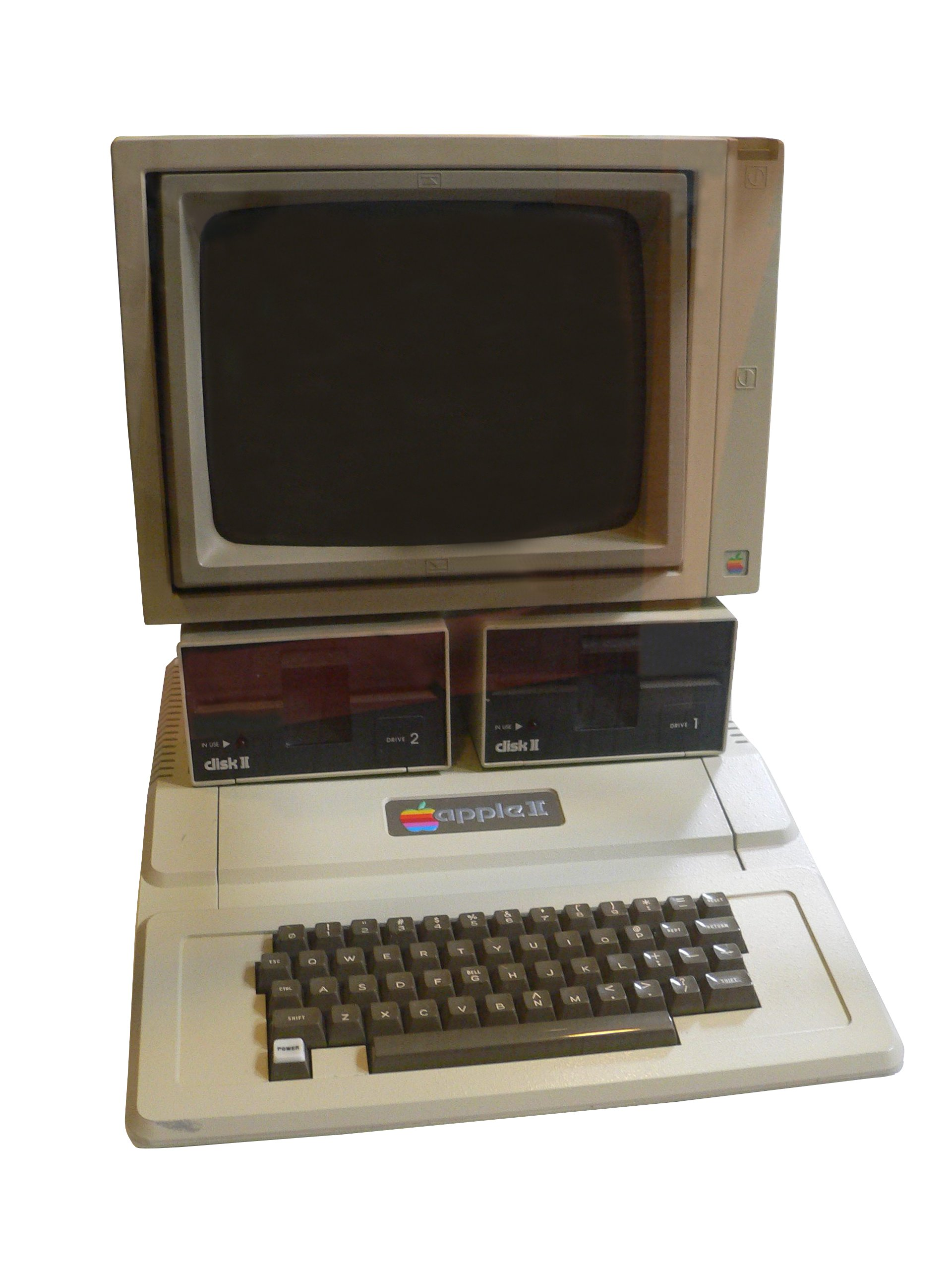
Появившийся в 1977 году Apple II предлагал пользователям интегрированную клавиатуру, цветную графику, звук, пластиковый корпус, восемь слотов расширения и два дисковода.

- Рональд Ривест, Ади Шамир и Леонард Адлеман изобретают систему шифрования с открытым ключом и разрабатывают алгоритм RSA.
- Разработка алгоритма Бойера — Мура.
- Амир Пнуэли вводит понятие временной логики для верификации программ.
- Chess стала первой компьютерной программой, выигравшей крупный турнир по шахматам.
- Компания Sinclair Research Ltd выпускает одноплатный микрокомпьютер Mk14 по цене в 39.95 английских фунтов.
- Выпуск настольного микрокомпьютера TRS-80 фирмы Tandy (Zilog Z80 @ 1,77 MHz, 128x48x1 монитор).
- Выпуск ПК Apple II компании Apple (MOS Technology 6502 @ 1 MHz, 280x192x6 монитор).
- Выпуск ПК Commodore PET фирмы Commodore (MOS Technology 6502 @ 1 MHz, 40 col x 25 li x 1 монитор)
- Компания Atari выпустила первую приставку с играми на картриджах Atari VCS, позже переименованная в Atari 2600.

### 1978
- Intel выпустила первый 16-битный центральный процессор Intel 8086.

### 1980
- Изобретение компакт-диска (CD)

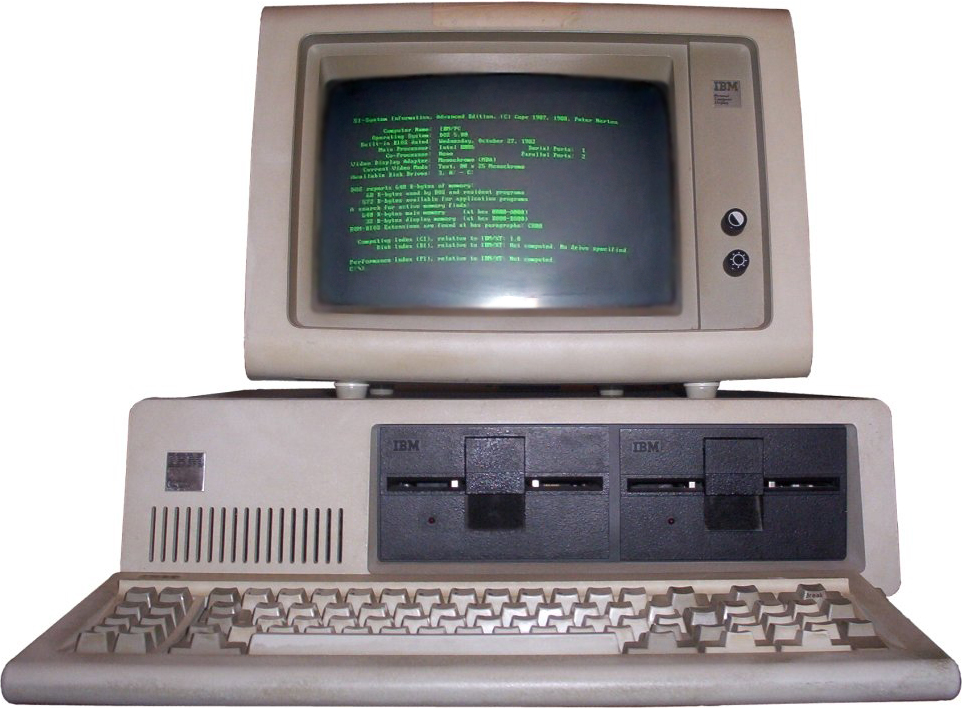
ПК IBM PC 5150 (1981)

- Sinclair Research выпускает знаменитый ZX80 — первый персональный компьютер для домашнего применения ценой менее 100 английских фунтов.

### 1981
- Адам Осборн выпустил «портативный» компьютер Osborne-1 с полным комплектом программного обеспечения.
- Корпорация IBM выпустила свой первый ПК IBM PC, на базе 16-битных процессоров (Intel 8088), но имевший 8-битную шину данных.
- Microsoft: разработка ОС MS-DOS.
- Sinclair Research выпускает домашний ПК ZX81 по цене менее 50 английских фунтов.
- Корпорация Xerox PARC разработала графический интерфейс пользователя WIMP.

### 1982
- Выход ZX Spectrum от Sinclair Research. Простой и дешевый — он завоевал титул самого популярного компьютера Европы, приобрел огромную армию поклонников, а своему создателю — Клайву Синклеру — принес титул сэра Британской империи. Популярность этой модели привело к выпуску огромного количества клонов этих компьютеров, производимых большим числом производителей по всему миру (в том числе и в СССР), что только увеличило количество поклонников Спектрума. Удивительно, но периодические издания посвященные данному компьютеру выходят до сих пор.
- Выпуск домашнего компьютера Commodore 64, который до сих пор остается самой продаваемой моделью персонального компьютера. В мире продано более 20 млн аппаратов этой модели. Этот рекорд не побит, то есть ни одна модель компьютеров до сих пор не смогла превысить этот порог продаж.
- Корпорация IBM выпустила ПК IBM PC, полностью на базе 16-битных процессоров Intel 80286, которые очень скоро стали стандартом ПК.
- Compaq анонсировала свой первый продукт, переносной IBM PC совместимый персональный компьютер Compaq Portable.
- Microsoft: выпуск ОС MS-DOS.
- Скотт Фальман изобретает смайлики.

### 1983
- Apple: выпуск ПК Apple Lisa.
- Разработка языков программирования C++ и Turbo Pascal.
- Министерство обороны США делит сеть ARPANET на две ветви: одна из них для гражданских применений, а другая для военных целей.
- Протокол TCP/IP заменяет NCP, и термин «интернет» закрепляется за сетью ARPANET.
- Стандартизация языка программирования Ада.
- Основание фирмы Borland.
- Появилась первая версия текстового редактора Word.
- Кризис видеоигровой индустрии 1983 года в США.
- Разработан стандарт для цифрового интерфейса музыкальных инструментов MIDI.

### 1984

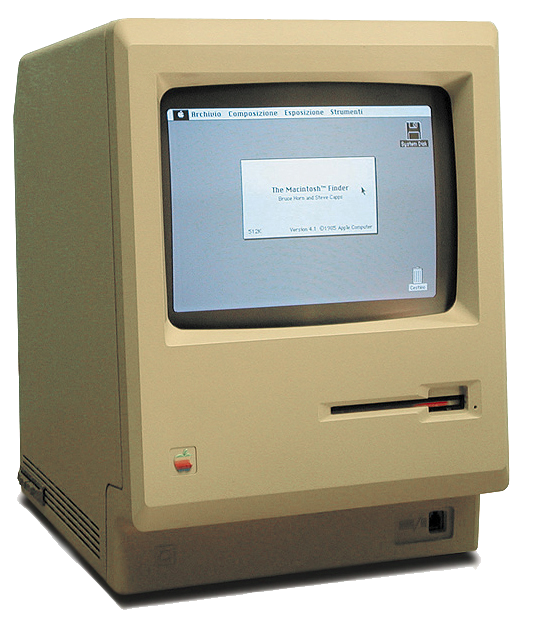
Компьютер Macintosh 128K (1984)

- Мануэль Блюм и Шафи Гольдвассер разработали криптосистему Блюма — Гольдвассер.
- Apple: выпуск ПК Macintosh и ОС Mac OS.
- Фонд свободного программного обеспечения: основание фонда, запуск проекта GNU и лицензии GPL.
- Основание компании Cisco Systems.
- Motorola анонсировала выпуск 32-битных микропроцессоров 68020.
- Выпуск первого лазерного принтера компании HP.

### 1985

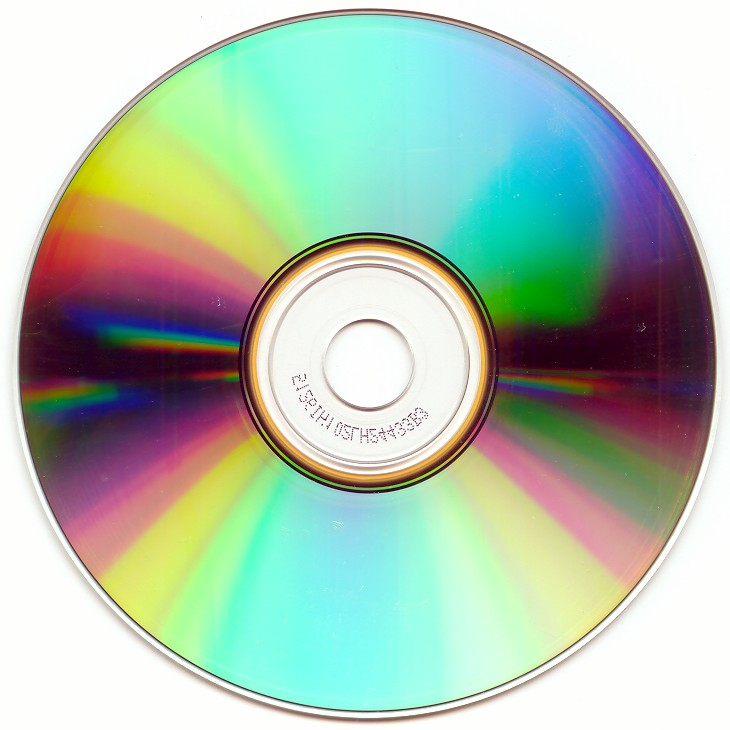
Компакт-диск CD-ROM (1985)

- Intel выпустила первый 32-битный центральный процессор Intel 80386.
- Разработка стандарта для представления чисел с плавающей запятой: IEEE 754.
- Стив Джобс основал компанию NeXT.
- Фирма Commodore выпустила ПК Amiga 1000 с ОС AmigaOS.
- Выпуск ПК Atari ST.
- Microsoft: выпуск ОС Windows 1.0.
- Появление CD-ROM.

### 1986
- Разработка генератора псевдослучайных чисел: «алгоритм Блюм — Блюма — Шуба».
- Разработка программы дефрагментации дисков Diskeeper.
- Выпуск первого RISC процессора с частотой 8 Mhz.
- Выпуск ПК Apple IIgs фирмы Apple и ПК Deskpro 386 фирмы Compaq.
- Фирма Adobe выпускает векторный графический редактор Adobe Illustrator, в котором впервые использовался язык описания страниц postscript.
- Apple: выпуск ПК Mac plus.

### 1987
- Ричард Карп и Майкл Рабин разработали алгоритм Рабина — Карпа поиска подстроки в тексте.
- Выпуск ОС OS/2 корпорации IBM.
- Microsoft: выпуск версии 2.0 ОС Windows.

## Эпохаинтернетаивсемирной паутины

### 1989
- Выпуск ОС NeXTSTEP корпорации NeXT.
- Начало использования интернет-протокола TCP/IP широкой общественностью.
- Intel выпустила 32-битный скалярный x86-совместимый процессор четвёртого поколения Intel i486 (Intel 80486), построенный на гибридном CISC-RISC ядре. Частота процессоров достигла рекордных значений — 100 МГц. Тогда впервые в процессор был встроен первичный кэш-L1 от 8 до 16 Кбайт, а также разработчики отказались от внешнего сопроцессорa.

### 1990
- Жан-Луи Гассье основывает корпорацию BeOS.
- Первый веб-сервер NeXT Cube Стива Джобса

### 1991
- Linux: разработка первого ядра версии 0.01 ОС Linux.
- Apple: выход ОС System 7.
- Разработан язык программирования Python.

### 1992
- Microsoft: выход Windows 3.1 и 3.11

### 1993
- Выпуск микропроцессора Pentium компании Intel.
- Microsoft: выпуск ОС Windows NT.
- Интернет: выход первого навигатора NCSA Mosaic по всемирной паутине.

### 1994
- Apple: выпуск рабочей станции Power Macintosh на базе микропроцессора PowerPC.
- Интернет: разработка браузера Netscape.

### 1995
- Никлаус Вирт сформулировал закон Вирта: замедление программного обеспечения происходит быстрее, чем рост производительности аппаратных средств.
- Появление DVD.
- Microsoft: выпуск ОС Windows 95.
- Консорциум The Open Group становится владельцем UNIX.
- Определено дублинское ядро — стандарт метаданных.
- Linux: выход версии 1.2 ядра ОС Linux.
- Разработан язык программирования Java.
- Основание компании Yahoo!.
- Компания Intel представила микропроцессор Pentium Pro.

### 1996
- Microsoft: выход ОС Windows NT 4.

Tux, талисман Linux (1996)

- Microsoft: появился интернет-обозреватель Internet Explorer.
- Linux: выход версии 2.0 ядра ОС Linux.
- Linux: появился Tux — талисман Linux.

### 1997
- Первая победа в шахматах компьютерной программы в матче с сильнейшим гроссмейстером, Deep Blue побеждает Гарри Каспарова (2 победы, 3 ничьих и 1 поражение).
- Apple: выход ОС Mac OS 8
- Появление электронной коммерции во Франции.

### 1998

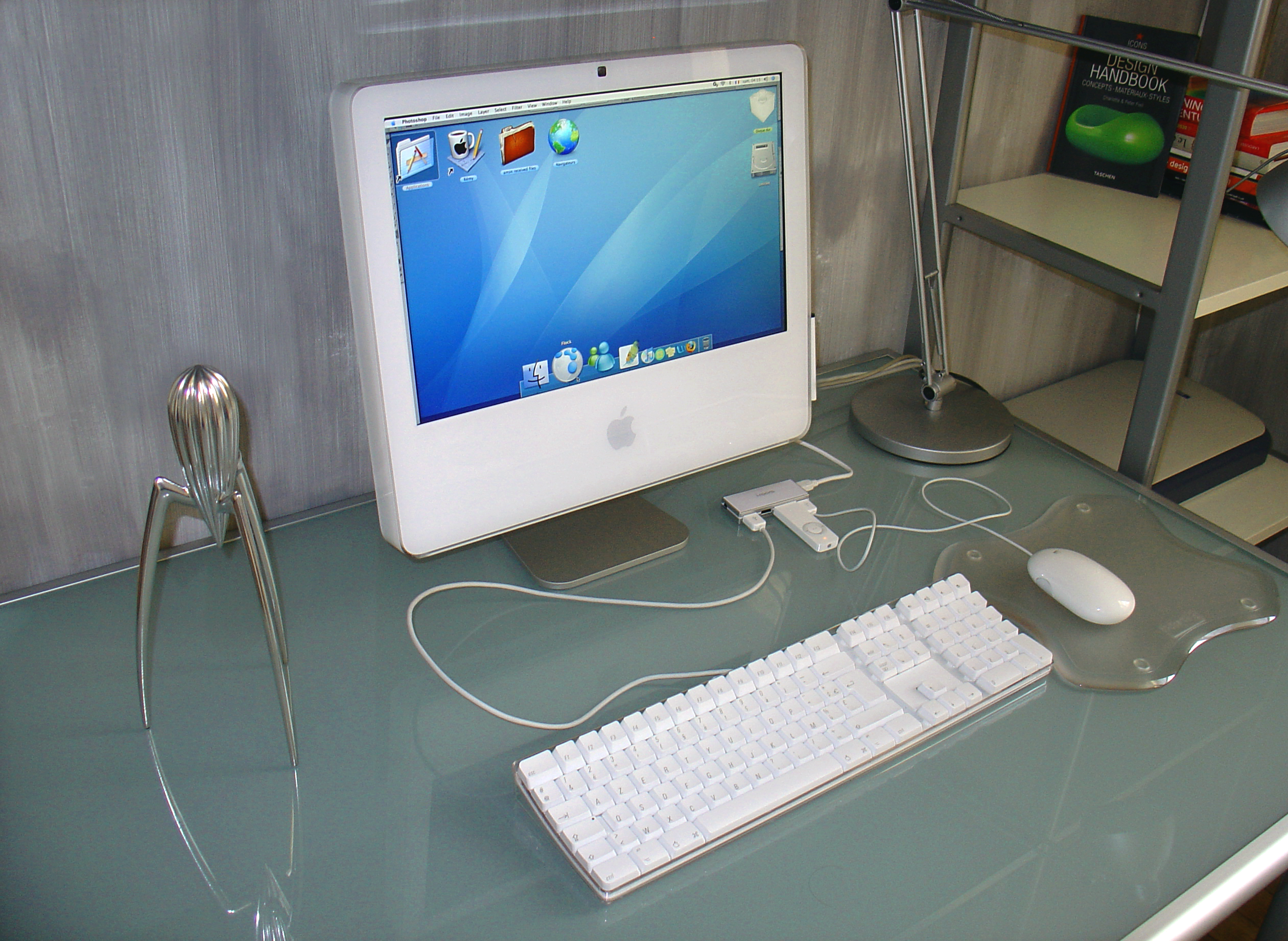
Моноблочный ПК iMac корпорации Apple (1998)

- Apple: возвращение Стива Джобса в Apple.
- Apple: выпуск моноблочного ПК iMac.
- Microsoft: выход ОС Windows 98.

### 1999
- Linux: выход версии 2.2 ядра ОС Linux.
- Apple: выход ОС Mac OS 9.

### 2000
- Microsoft: выход ОС Windows 2000 и ОС Windows Me.
- Запуск проектов UDDI и ebXML, направленных на интеграцию электронного бизнеса в мировом масштабе.

### 2001
- Linux: выход версии 2.4 ядра ОС Linux.
- Microsoft: выход ОС Windows XP.
- Apple: выпуск ОС Mac OS X 10.0 Гепард и ОС Mac OS X 10.1 Пума.
- Джимми Уэльс основал Википедию.
- Появились гибкие дисплеи[4][5]
- Разработана концепция распределенной сети миниатюрных сенсоров: «умная пыль».[6]

### 2002
- Выпущена версия 1 бесплатного офисного пакета OpenOffice.org.
- MorphOS v.1.0: проприетарная многозадачная ОС, предназначенная для линейки процессоров PowerPC.
- Microsoft: выпуск серверной ОС Windows Server 2003.
- Apple: выход новой системы Mac OS X 10.2 Ягуар.
- Разработан Earth Simulator — самый быстрый суперкомпьютер с 2002 по 2004 год: NEC для японского агентства аэрокосмических исследований.
- Проекционная клавиатура[7]

### 2003
- Apple: выход ПК Power Mac G5 и ОС Mac OS X 10.3 Пантера.
- Первый Всемирный саммит по информационному обществу в Женеве.
- Linux: выход версии 2.6 ядра ОС Linux, последней стабильной версии в настоящее время.
- Разработан стереоскопический 3D-дисплей: компания A.C.T. Kern.[8]
- Разработан мозговой интерфейс (без вживления электродов).[9]

### 2004

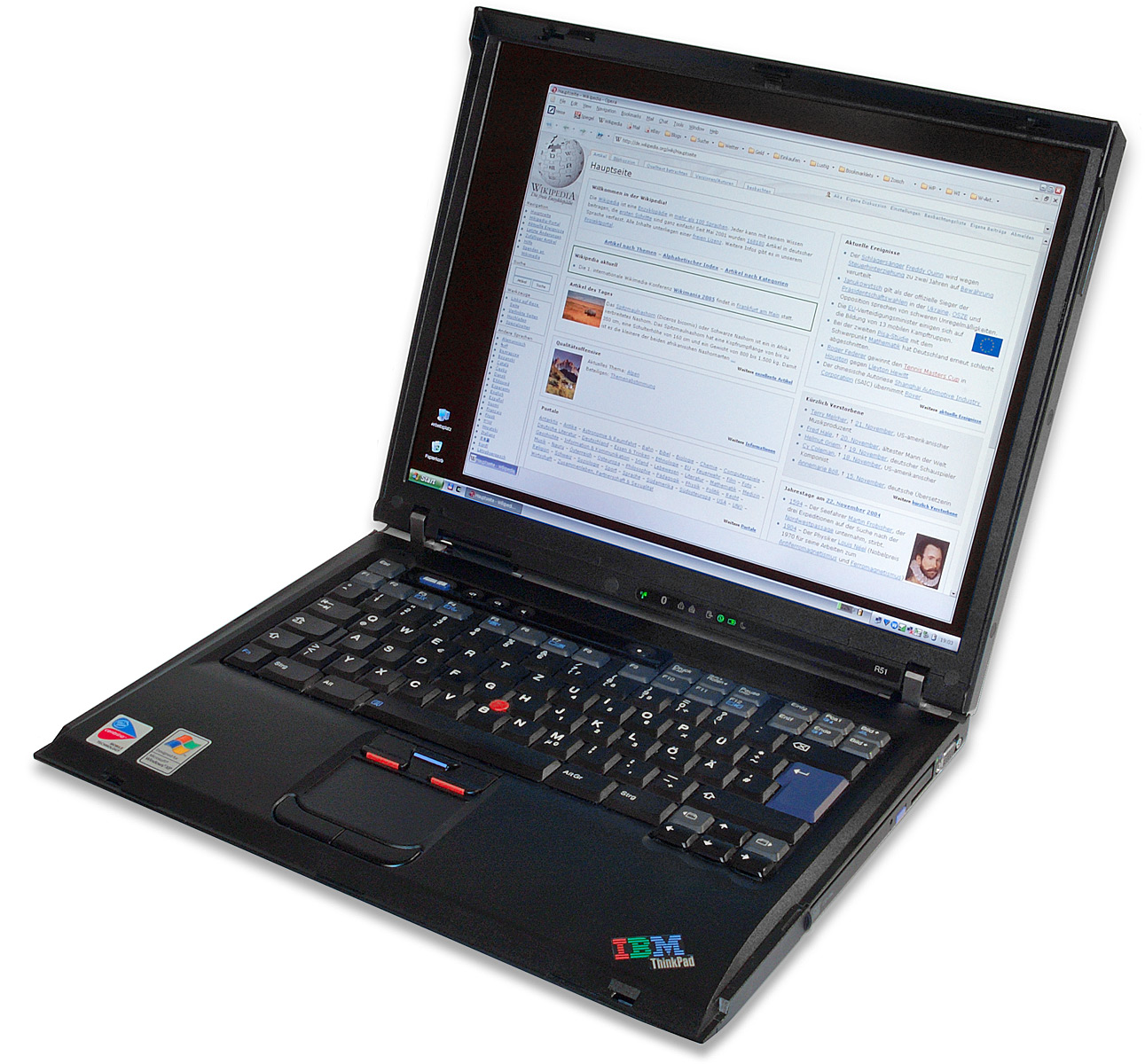
Портативный ноутбук фирмы IBM (2004)

- Mozilla: выход версии 1.0 свободно распространяемого браузера Mozilla Firefox.
- Создан полевой транзистор на углеродной нанотрубке: Infineon.[10]

### 2005
- Вышла версия 2 бесплатного офисного пакета OpenOffice.org. Он стал первым офисным пакетом, основанным на формате OpenDocument.
- Apple: выход ОС Mac OS X 10.4 Тигр; объявление о переходе с архитектуры PowerPC на архитектуру x86.
- Появились ноутбуки на топливных элементах[11]
- Разработан прототип полевого транзистора на одной молекуле[12]

### 2006
- Microsoft: выход браузера Microsoft Internet Explorer 7.0, переименованный по этому случаю в Windows Internet Explorer.
- Mozilla: выход версии 2.0 браузера Mozilla Firefox.
- Открытый формат документов для офисных приложений OpenDocument становится стандартом ISO.
- Разработан терагерцовый транзистор.[13]
- Разработан эмиссионный дисплей на углеродных нанотрубках.[14]

### 2007
- Microsoft: выпуск ОС Windows Vista.
- Apple: выпуск ОС Mac OS X 10.5 «Леопард».
- Суперкомпьютер Blue Gene/P производительностью 1 петафлопс (квадриллион операций в секунду).[15]
- Появились компьютерные системы распознавания лиц, превосходящие возможности человека[16]

### 2008
- Apple: выход ультрапортативного ноутбука MacBook Air и цифрового сетевого мультимедийного проигрывателя Apple TV.
- Microsoft: Билл Гейтс покидает пост председателя совета директоров корпорации Microsoft.
- Microsoft: выпуск ОС Windows Server 2008.
- Mozilla: выход версии 3.0 браузера Mozilla Firefox.
- Выход версии 3.0 свободно распространяемого пакета офисных приложений OpenOffice.org.
- Суперкомпьютер IBM Roadrunner превысил производительность в 1 петафлопс (квадриллион операций в секунду) и стал самым быстрым компьютером в мире.[17]

### 2009
- Корпорация Oracle покупает Sun Microsystems
- Microsoft выпускает ОС Windows 7
- Виртуализация серверов и систем хранения.
- Суперкомпьютер Cray XT5 (Jaguar) стал самой производительной в мире компьютерной системой.[18][19]